# 哈查孔多里里山
17°21′32″S 69°7′35″W / 17.35889°S 69.12639°W
哈查孔多里里山（Jach'a Kunturiri），是玻利維亞的山峰，位於該國西部拉巴斯省的帕卡赫斯省，屬於安第斯山脈的一部分，該山峰海拔高度4,629米。